# 沃特森公園 (肯塔基州)
沃特森公園（英語：Watterson Park）是一個位於美國肯塔基州傑佛遜縣的城市。

## 地方資料
根據2020年美國人口普查的數據，沃特森公園的面積為3.74平方千米，當中陸地面積為3.73平方千米，而水域面積為0.01平方千米。當地共有人口1004人，而人口密度為每平方千米268.45人。